# K.I.Z
I K.I.Z  sono un gruppo hip-hop tedesco, formatosi a Berlino e composto dai rappers Tarek, Nico e Maxim. DJ Craft ha abbandonato il collettivo nel 2018. I loro testi sono molto caratteristici perché intrisi di black humor e ironia, nonché di molta critica sociale.

## Carriera
I tre membri dei K.I.Z iniziano le loro carriere nella Reimliga Battle Arena RBA ("Rhyme League Battle Arena"). Tarek si chiamava "Schwiegersohn" (figliastro), Maxim "Stiefvater" (patrigno) e Nico "Warmer Bruder" (fratello in calore, uno sfottò verso gli omosessuali).
Dopo la fondazione del collettivo, pubblicano il loro primo album il 9 maggio 2005, intitolato RapDeutschlandKettensägenMassaker, sotto l'etichetta Royal Bunker. Il 17 febbraio 2006 pubblicano il mixtape Böhse Enkelz. Nell'agosto del 2006 sono stati la band di supporto per la tappa tedesca del tour della Bloodhound Gang, e all'inizio del 2007 per Prinz Pi nel suo !Donnerwetter! tour.
Nel 2007 avrebbero dovuto suonare all'aftershow del festival rock Rock am Ring, ma uno degli sponsor dell'evento considerava i loro testi troppo offensivi, quindi l'esibizione fu cancellata. L'anno seguente, per ripicca, hanno suonato su un autobus nel parcheggio dell'evento. Il 17 agosto 2007 sono stati gli artisti principali dello show di MTV Urban TRL, suonando live il loro brano Geld essen. Il 20 agosto 2007 hanno organizzato un concerto abusivo davanti alla stazione ferroviaria Schlesisches Tor a Berlino Kreuzberg. Inizialmente si sarebbe dovuto svolgere all'interno di un treno, ma la BVG ha chiuso l'intera stazione, per poi far intervenire la polizia in tenuta antisommossa, facendo disperdere il raduno di circa mille persone e arrestandone otto. Il 24 agosto 2007 firmano per Universal, e pubblicano il loro album Hahnenkampf , il quale si pone al nono posto nelle classifiche di vendita tedesche. In seguito andranno in tournée in Austria, Germania e Svizzera.
Nel 2008 i K.I.Z vengono nominati per il premio Echo tedesco nella categoria "Video nazionali". Nella primavera di quell'anno vanno di nuovo in tournée, dove DJ Craft e Nico si sono esibiti come duo, chiamandosi "Turntable Hools". A giugno 2008 pubblicano un singolo extra del loro album Hahnenkampf, intitolato "Neuruppin". Si tratta di una cover del brano "House of The Rising Sun" degli Animals. Il testo si riferisce ai crimini di Carl Großmann, un serial killer nato a Neuruppin nel 1863, nonostante i K.I.Z affermano di non essere a conoscenza del parallelismo tra i testi e i crimini di Großmann.
Il 10 luglio 2009 esce l'album Sexismus gegen Rechts, dove criticano le carenze sociali, politiche ed economiche della Germania.
Nell'aprile 2010 i K.I.Z iniziano a lavorare al loro album Urlaub fürs Gehirn, la cui estetica si sarebbe dovuta collegare al loro album Hahnenkampf. L'album viene pubblicato il 3 giugno 2001, raggiungendo il quarto posto nelle classifiche.
La Giornata Internazionale della Donna del 2011 è la prima volta in cui i K.I.Z hanno tenuto un live a Berlino Kreuzberg a cui potevano accedere solo le donne. Questo tipo di concerto verrà riproposto nel 2012, 2013, 2014 e 2016.
Nel gennaio 2013 i K.I.Z, in collaborazione con il rapper tedesco Flexis, pubblicano un singolo chiamato "Strahlemann und Söhne", contenuto nell'album Egotrips di Flexis. Nel giugno 2013 pubblicano il videoclip del brano "Ich bin Adolf Hitler", contenuto nel mixtape Ganz oben, pubblicato il 9 luglio 2013. Nel video il comico ebreo-tedesco Oliver Polak interpreta Adolf Hitler.
Il 24 aprile 2015 i K.I.Z annunciano l'uscita del loro quinto album Hurra die Welt geht unter il 10 luglio 2015. Quest'album si distingue dai precedenti perché i brani presentano un filo conduttore, rendendolo un concept-album che tratta di un'ipotetica fine del mondo come un evento positivo, che segnerebbe un nuovo inizio. Nel 2015 e nel 2016 ricevono il premio 1Live Krone come miglior gruppo musicale dal vivo.
Nel marzo 2018 DJ Craft lascia il gruppo. Nell'agosto 2018 esce il primo album dei Verbales Style Kollektiv, un collettivo formato nel 2013 dai K.I.Z e altri vari artisti.
I K.I.Z tornano definitivamente nel 2020 con una canzone intitolata "Berghainschlange" e annunciando un nuovo album, che sarà pubblicato il 28 maggio 2021 e chiamato Rap über Hass. Il 4 dicembre 2020 pubblicano Und das Geheimnis der unbeglichenen Bordelrechnung, un album dove le canzoni sono organizzate in modo da sembrare una conversazione tra i tre membri del gruppo. Rap über Hass invece aveva un obiettivo ben preciso, ovvero utilizzare frasi e testi molto duri e pungenti per intrattenere, e sbarazzarsi dell'immagine politica che il collettivo aveva assunto negli anni.
Nel settembre 2022, durante il Rap über Hass tour, i K.I.Z pubblicano la canzone "Oktoberfest" insieme al duo rap Mehnersmoos. La canzone critica l'eccessivo consumo di bevande alcoliche all'Oktoberfest di Monaco e il comportamento molesto dei visitatori. il videoclip di questo brano fece rimuovere il canale YouTube dei K.I.Z dalla piattaforma per due settimane, data la presenza di scene violente e consumo eccessivo d'alcol.
Il 21 settembre 2023 annunciano il nuovo album Görlitzer Park.
Il 9 gennaio 2024 annunciano la canzone "Frieden", pubblicata l'11 gennaio 2024. Il brano critica l'atteggiamento di supporto alla guerra in Ucraina da parte della Germania, e l'appoggio militare in questo contesto, sostenendo quindi il pacifismo. A fine febbraio 2024 i K.I.Z annunciano il loro podcast, "Kannibalen in Zivil - Der Podcast", ma si trattò di un attacco hacker alla loro pagina Instagram, quindi l'annuncio era falso e non ci fu nessun podcast. Il 21 giugno 2024 esce Görlitzer Park, insieme a un altro album chiamato Und der Anschlag auf die U8.

## Stile musicale
I testi dei K.I.Z sono intrisi di umorismo nero, ironia, sarcasmo e cinismo, nonché sessisti e provocatori. Giocano molto a parodiare persone, colleghi o il genere hip-hop stesso, come si sente nella canzone "Die kleinen Dinge im Leben", dove fanno a gara a chi ha il pene più piccolo. Oltre l'ironia criticano molto la società, la politica e fenomeni come il precariato tramite la satira.

## Attivismo politico
Nel febbraio 2010 i K.I.Z hanno caricato un video su YouTube in cui invitavano le persone a partecipare alla protesta antifascista Dresden Nazifrei. L'8 marzo 2011 Maxim e Nico annunciano che si sarebbero candidati alle elezioni statali di Berlino del 2011 con il Die Partei nel quartiere Friedrichshain-Kreuzberg. Si ricandideranno con lo stesso partito e nello stesso distretto nel 2016. Nel settembre 2018 i K.I.Z hanno partecipato a un concerto collettivo nella città di Chemnitz per dichiararsi pubblicamente contro le proteste di estrema destra e la violenza contro gli immigrati davanti a 65000 persone.

## Membri

### DJ Craft
Sil-Yan Bori nasce il 25 gennaio 1985 a Berlino, e ha radici ungheresi. Inizia a fare il DJ a tredici anni, mischiando funk, hip-hop, drum and bass e dancehall con stili come soca, klezmer, samba, bhangra e gypsy. Al momento della fondazione dei K.I.Z, faceva parte del gruppo jazz/hip-hop S.E.K. come DJ. È membro anche del soundsystem berlinese Body Rock con DJ Mad Millian e Philipp, suonando principalmente reggae, hip-hop e dancehall. Ha lavorato anche con la band nu-metal Instead, e nel 2003 è stato il DJ del gruppo klezmer/punk/hip-hop Rotfront. Dall'estate 2010 ha lavorato con i Drunken Masters, i quali erano stati in tournée con i K.I.Z. DJ Craft lascia i K.I.Z nel 2018.

### Maxim
Maxim Drüner nasce nel 1984, e ha radici francesi, infatti parla bene la lingua, come dimostra nella canzone "Tanz". Maxim è cresciuto a Berlino-Kreuzberg, e inizia a rappare da giovane assieme a Tarek prima che i K.I.Z venissero fondati. Si riferisce a se stesso come il Gigante Bianco, a causa della sua altezza. Con il suo compagno membro dei K.I.Z Nico si è candidato con il Die Partei per il Parlamento di Berlino nel 2011. Nel 2012 durante una convention al Die Linke ha tenuto una discussione con la rapper Sookee sulla rappresentazione delle donne, del sessismo e dell'omofobia nell'hip-hop.

### Nico
Nico Seyfrid nasce nel 1983 a Berlino. Inizia a rappare a 15 anni, ma è con l'abbandono degli studi di sociologia e la fondazione dei K.I.Z che inizia la sua carriera. All'inizio si faceva chiamare come Euro8000, ma a causa del chitarrista della band death-punk norvegese Turbonegro conosciuto come Euroboy, che indossava un berretto delle SS, decise di usare il suo vero nome per evitare qualsiasi tipo di affiliazione. Nico e il suo amico Grzegorz Olszówka, ex frontman della band berlinese ArEt, formano il duo Wass Bass. Questo duo produce alcuni beat per i K.I.Z, alcuni remix e delle tracce techno usate per aprire le tracce dei K.I.Z durante i concerti. I Wass Bass pubblicano nel dicembre 2012 il primo album The Germans from the Future. Nel 2012 Nico ha partecipato al quindicesimo Splash Festival a Ferropolis, vicino Gräfenhainichen, con i Kraftklub sotto lo pseudonimo di "Fledermausmann".

### Tarek
Tarek Ebéné nasce a Friburgo il 24 agosto 1986, ma si trasferisce subito a causa di circostanze famigliari sulla costa mediterranea della Spagna. Da giovane si trasferisce a Berlino, dove conosce Maxim e inizia a rappare. Si fa chiamare Skinhead-Black o Principe Nubiano.

## Discografia

### Album in studio
- 2005 - Das RapDeutschlandKettensägenMassaker
- 2007 - Hahnenkampf
- 2009 - Sexismus gegen Rechts
- 2011 - Urlaub fürs Gehirn
- 2015 - Hurra die Welt geht unter
- 2021 - Rap über Hass
- 2024 - Görlitzer Park

### Mixtape
- 2006 - Böhse Enkelz
- 2013 - Ganz oben
- 2015 - Früher waren die besser
- 2020 - Und das Geheimnis der unbeglichenen Bordellrechnung
- 2024 - Und der Anschlag auf die U8

### Singoli
- 2007 - Geld essen
- 2007 - Spasst
- 2008 - Hölle
- 2009 - Das System
- 2015 - Boom Boom Boom
- 2015 - Hurra die Welt geht unter
- 2020 - Berghainschlange
- 2021 - Rap über Hass
- 2021 - VIP in der Psychiatrie
- 2021 - Ich ficke euch (alle)
- 2021 - Mehr als nur ein Fan
- 2021 - Danke Merkel
- 2023 - Görlitzer Park
- 2024 - Frieden
- 2024 - Applaus
- 2024 - Sommer meines Lebens
- 2024 - Berlin wird dich töten
- 2024 - Sensibel